# Catherine de Foix (comtesse de Candale)
 (février 2013).
Si vous disposez d'ouvrages ou d'articles de référence ou si vous connaissez des sites web de qualité traitant du thème abordé ici, merci de compléter l'article en donnant les références utiles à sa vérifiabilité et en les liant à la section « Notes et références ».
Pour les articles homonymes, voir Catherine de Foix.
Catherine de Foix (v. 1455 - av. 1494) est une noble française, par son père, et une infante de Navarre, par sa mère.
Elle est la fille de Gaston IV de Foix-Béarn et d'Éléonore de Navarre, reine de Navarre, et la petite-fille de Jean II d'Aragon et de Blanche Ire de Navarre.
Catherine épouse en 1469 Gaston II de Foix-Candale, comte de Candale et de Benauges, captal de Buch. Elle meurt avant le 30 janvier 1494, date du remariage de son mari avec Isabelle d'Albret.
Ils ont eu quatre enfants :
- Gaston de Foix, dit le Boiteux, 3e comte de Candale ;
- Jean de Foix, archevêque de Bordeaux de 1501 à 1529, successeur d'André d'Espinay ;
- Pierre de Foix, baron de Langon, qui mourut sans enfants ;
- Anne de Foix, épouse du roi Vladislas IV de Bohême.